# Beah Richards
Beah Richards (ur. 12 lipca 1920, zm. 14 września 2000) – amerykańska aktorka filmowa i telewizyjna.

## Filmografia
seriale
- 1965: I Spy jako pani Scott
- 1973: The Magician jako pani Thatcher
- 1987: Piękna i Bestia jako Narcissa
- 1994: Ostry dyżur jako Mae Benton

film
- 1958: The Mugger jako pokojówka
- 1967: Zgadnij, kto przyjdzie na obiad jako pani Prentice
- 1973: Outrage jako Thelma
- 1987: Time Out for Dad jako panna Aldrich
- 1994: Out of Darkness jako pani Cooper

## Nagrody i nominacje
Została dwukrotnie uhonorowana nagrodą Emmy. Została nominowana do Oscara i nagrody Złotego Globu.